# بيتر غروف
بيتر غروف (20 مارس 1986 بويندهوك في ناميبيا - ) (بالإنجليزية: Pieter Grove)‏ هو لاعب كريكت ناميبي. شارك مع منتخب ناميبيا الوطني للكريكت.